# 查偉
查偉（1541年—？），字德充，號警韋，雲南大理衛軍籍，直隸安慶府懷寧縣人，明朝政治人物。

## 生平
隆慶元年（1567年）丁卯科雲南鄉試第三名舉人，萬曆二年（1574年）甲戌科會試第十七名，三甲第五十四名進士。授四川富顺县知县，升南直隶凤阳府同知，萬曆十五年（1587年）任直隸真定府知府。升陕西苑马寺少卿兼佥事，二十二年九月升本寺卿兼官如故。二十七年六月以托病回藉，久虚寺职，被陕西按臣毕三才疏参违限，詔令降调。

## 家族
曾祖查茂林；祖父查通庠；父查大聘，監生。母吳氏。严侍下。